# 어쩔 수 없는 꿈을 쫓는 사람
〈어쩔 수 없는 꿈을 쫓는 사람〉(しょうがない 夢追い人 쇼가나이 유메오이비토[*])는 2009년 5월 13일에 발매된 모닝구무스메의 서른아홉 번째 싱글이다.

## 개요
- 초회한정반 A에는 CD + DVD (Another Ver.)가, 초회한정반 B에는 CD + DVD (Close-up Ver.)가 수록되었으며, 통상반은 CD, 총 3종으로 발매되었다. 초회한정반 A, B, 통상반에는 이벤트 추첨 시리얼 넘버 카드가 봉입되었다.

- 걷고있어 이후 2년반만의 오리콘 주간 랭킹 첫등장 1위를 획득하였다.[1][2][3] 다카하시 아이 리더 취임 후 처음, 미츠이 아이카, 쥰쥰, 링링 등 8기 멤버 가입 후 첫 1위 획득 싱글이다. 이 싱글로 인해 모닝구무스메는 여성 그룹 오리콘 싱글 CD 최다 1위 획득 횟수를 11회로 늘렸으며, 모닝구무스메 오리지널 멤버부터 8기까지 25명 전원이 오리콘 1위를 경험하게 된다.

- 커플링곡 "3.2.1 BREAKIN”OUT!"은 《애니메이션 엑스포 2009》의 공식 주제곡으로 선정되었다. 마이 스페이스에서 오리지널 프로모션 비디오 (OPV) 콘테스트를 개최하였다.[4]

## 수록곡
1. しょうがない 夢追い人
작사, 작곡 : 층쿠 / 편곡 : 히라타 쇼이치로
2. 3.2.1 BREAKIN'OUT!
작사, 작곡 : 층쿠 / 편곡 : 다나카 나오
3. しょうがない 夢追い人 (Instrumental)

## 참여 뮤지션
※괄호는 트랙 번호
- 히라타 쇼이치로 - 어레인지먼트, 프로그래밍 (1)
- 가메다 고지 - 기타 (1, 2)
- 다카하시 아이 - 코러스 (1)
- 미치시게 사유미 - 코러스 (1)
- 다나카 나오 - 어레인지먼트, 프로그래밍 (2)
- 모닝구무스메 - 코러스 (2)

## 차트
- 주간최고순위 1위 (오리콘 차트)
- 2009년 5월 월간순위 10위 (오리콘 차트)